# Yesterday and Today
Yesterday and Today — двенадцатый альбом The Beatles, выпущенный в США, и десятый битловский релиз компании Capitol Records. Альбом был выпущен только в США и Канаде. Альбом вышел 20 июня 1966 года.

## Об альбоме
Название альбома произошло от песни «Yesterday» из альбома Help!. Треками альбома стали песни, не вошедшие в американские издания альбомов Help!, Rubber Soul, а также 3 песни из альбома Revolver, который был выпущен 5 августа 1966 года: «I'm Only Sleeping», «And Your Bird Can Sing» и «Dr. Robert».
Ранние обложки альбома выпущены со словом Yesterday в кавычках. Из-за обложки начался огромный скандал: «битлы» были изображены одетыми в белые фартуки мясников и украшенными обезглавленными детскими куклами и кусками сырого мяса, из-за чего её прозвали «обложкой мясника» (англ. «The Butcher Cover»).

## Список композиций

### Сторона 1
1. Drive My Car — 2:30
2. I’m Only Sleeping — 3:01
3. Nowhere Man — 2:45
4. Doctor Robert — 2:15
5. Yesterday — 2:08
6. Act Naturally (Моррисон-Расселл) — 2:33

### Сторона 2
1. And Your Bird Can Sing — 2:01
2. If I Needed Someone (Джордж Харрисон) — 2:24
3. We Can Work It Out — 2:15
4. What Goes On (Леннон-Маккартни-Ринго Старр) — 2:51
5. Day Tripper — 2:50